# 劉保佑
劉保佑（1951年6月12日—），台灣企業家，高雄縣岡山鎮（今高雄市岡山區）人，畢業於國立中興大學法商學院（今國立臺北大學）公共行政系。2005年獲第五屆國立臺北大學傑出校友。達達企業集團創辦人。劉保佑以玩具業起家、之後在墨西哥成功自創家電品牌Mytek。劉保佑最廣為人知的是他對中華職棒球隊La New熊對一軍強化訓練課程，並且成立二軍所做出的貢獻；2011年由於主球場改到桃園，故改名為Lamigo Monkeys桃猿隊（簡稱 Lamigo桃猿）。

## 達達集團
劉保佑以經營製作玩具為主的達達集團開始發展、並在1990年至墨西哥設廠。由於工廠產能過剩，劉保佑跨足生產小型家電。2003年達達集團的營業額估計達到六十億、而等到廠房完全建設完畢之後達達集團營業額將可望突破一百億。
劉保佑在墨西哥的投資逐漸增加，引來了墨西哥政府的重視。而後來的自創家電品牌Mytek在墨西哥市場的佔有率高達60%。

## La New皮鞋
劉保佑因為朋友的關係到越南投資鞋廠、於1996年在臺灣成立皮鞋品牌La New。劉保佑藉由自創品牌的推出、將鞋類製造、銷售、通路與運動行銷結合。劉保佑每年投入1000萬成立國內首創的「足部研究所」，專門替特殊腳型開發鞋款，

## La New皮鞋的通路革命
2008年全球景氣遭遇寒冬，劉保佑卻逆向操作，先是關了一百家鞋店，又把一百六十家鞋店坪數從三十坪左右擴大成五十坪以上，甚至是一百六十坪豪華型鞋店，並且在鞋店中擺進VEA家庭劇院的產品。賣鞋又賣電視，台灣通路出現了前所未有的新做法。甚至大膽前往海外開創事業，喊出「身為台灣代表，我們要去東京發展，家裡就交給你們了！」的口號，前往日本東京銀座開設分店。

## 經營職業棒球
劉保佑因為贊助中華職棒兩千萬而無意間和高雄縣縣長楊秋興談到認養澄清湖球場的事情，因此促成了La New跨足職棒經營。
2003年12月，老牛皮鞋正式與那魯灣公司簽約、接下第一金剛隊、改名La New熊隊。劉保佑一反當時中華職棒各球團一切從簡的風氣、大手筆投資。La New熊是中華職棒第二個擁有主場和二軍制度的球隊。除此之外，La New熊規定球員穿著西裝、同時提供隨隊廚師以及宿舍。第一個球季La New熊戰績墊底，劉保佑並沒有因此而洩氣。劉保佑繼續更新澄清湖球場的硬體設施、並免費為球員舉行讀書會以及進修。
2004年，La New熊在職棒十五年登場首戰面對強敵兄弟象，La New熊在第十局延長賽因蔡泓澤的全壘打逆轉獲勝，因此劉保佑宣布從來不打折的La New皮鞋全國兩百多家直營門市八折特價，接下來一個禮拜La New皮鞋的業績暴增五倍以上、締造上億營業額。

### 職棒簽賭案
2005年7月，中華職棒二度爆發簽賭案，La New熊隊的年輕捕手陳昭穎於比賽結束後遭檢方拘提。劉保佑表示：「涉案球員雖然是個人行為，但是球團督導不週，難辭其咎！」並且強調「有五個涉案就開除五個，五十個涉案就開除五十個，有證據就定罪，沒有證據就還球員清白，即使熊隊最後只剩下九個人，也會維持下去……。」

### 2006年至2010年
2006年，La New熊隊奪得職棒十七年上、下季冠軍與總冠軍。劉保佑在總冠軍賽之後，召開記者會表示政府應該更加積極推廣職業棒球、呼籲大型企業跟進投資，並且強調「中華職棒會有救，我宏觀來看不一定要La New來經營，有大企業來接手變成中鋼熊也很好啊！」但在場的記者卻誤以為劉保佑打算放棄經營，造成極大的誤會，劉保佑因此澄清絕對沒有放棄經營La New熊的計畫。

### 2011年至2019年
2011年1月，La New熊將球隊主場遷至桃園國際棒球場，並於1月6日將球隊更名為Lamigo桃猿。期間取得八年奪得六次冠軍的超級皇朝，更在2017-19年達成三連霸後完美退場。
Lamigo隊除了由劉保佑之子劉玠廷領隊引入韓式應援風潮及行銷外，更由於陣中球員實力堅強，致使球星連年加薪，老闆劉保佑不像其他球隊以各種理由凍薪，反倒非常敢於給高薪簽大約，包括門面球星林智勝的五年逾3,000萬合約，以及後來旅外的「大王」王柏融同樣給予五年超過3,000萬的超級合約。
其後隨著戰力越來越強，球員的薪金不斷創新高，劉保佑終於在2019年承認無法再於職棒一眾大企業「錢鬥」而宣佈轉賣，並成功以高價賣給來自日本的樂天集團，球隊更名為「樂天桃猿」。

## 跨入經營旅遊業
2009年7月27日，La new秉持運動、休閒和健康信念，提升全方位優質服務，全力呼應現在風行的健康樂活風潮動機，在劉保佑全力推動之下，正式進軍休閒旅遊產業，成立Lamigo那米哥國際旅行社，目的為消費者精心規劃各項健走行程，以及提供旅客最頂級健康優質旅遊服務，而且全國旅遊業業界首創不提供購物行程服務。